# MF Grimm
Percy Carey (ur. 11 czerwca 1970 w Nowym Jorku), znany jako MF Grimm, Jet Jaguar i GM Grimm – amerykański producent muzyczny, raper, scenarzysta komiksowy i były aktor dziecięcy.

## Wczesne życie
Percy Carey dorastał w dzielnicy Upper West Side na Manhattanie. Jego sąsiad – Morgan Freeman, pomógł mu obsadzić go jako aktora dziecięcego w Ulicy Sezamkowej, gdzie po raz pierwszy pojawił się w sezonie 7, odcinku 806. Pojawiał się w programie od 5. do 9. roku życia. „W jednym odcinku, zgubiłem swój ząb, więc z Wielkim Ptakiem musieliśmy przejść przez Ulicę Sezamkową i spróbować go znaleźć ” – wspomina Carey. Pomysł na ten odcinek zrodził się po tym, jak Carey powiedział Jimowi Hensonowi o śnie, który miał poprzedniej nocy.
W młodości Grimm związał się ze społecznością hip-hopową i w wieku 14 lat zdecydował o byciu MC. Jego matka wsparła go i kupiła mu gramofony i mikrofon. Carey został wydalony z liceum Park West w Hell’s Kitchen po pobiciu szkolnego dziekana za zaległe pieniądze na narkotyki.

## Kariera
MF Grimm rozpoczął karierę w późnych latach 80. operując w Nowym Jorku. Potem udał się w trasę wraz MC Lyte. W 90. latach Grimm kontynuował freestyle’owe turnieje i nagrywał z takimi raperami jak Lord Finesse, GZA i Large Professor.
We wczesnych latach 90. Carey przeniósł się do Kalifornii, gdzie utworzył grupę Gravediggaz (nie mylić z inną grupą hip-hopową Gravediggaz) i współpracował wraz Rociem Raidą jako jego DJ. W 1993 roku Grimm zajął trzecie miejsce w World Supremacy Battle, mając reputację doświadczonego battle rapera. W tym samym roku wydał swój pierwszy singiel, So Whatcha Want Nigga? (potem wydany na Scars & Memories album in 2005) and grywał jako Jack The Rapper na  Execution Night, dzieląc scenę z Lady of Rage, Tupakiem i Tha Dogg Pound w Atlancie. Pracował wtedy z takimi raperami jak Kool G Rap, Kurious i KMD, występując w ich albumach.
W 1993 roku MF Grimm był w trakcie nagrywania debiutanckiego albumu, jednak po postrzeleniu i hospitalizacji, większość materiału została skradziona bądź zaginęła, jako że założono nieuchronną śmierć. Po wybudzeniu się ze śpiączki Grimmowi udało się odzyskać część nagrań i materiału wydanych potem jako single w albumie Scars & Memories z 2005 roku.
W połowie lat 90. MF Grimm wypuścił wiele singli w wytwórni Bobbito Garcii – Fondle ’Em, gdzie rozpoczął owocną współpracę z MF Doomem, którego debiutancki album Operation: Doomsday został nagrany w piwnicy Grimma oraz Grimm służył jako producent wykonawczy. Odbyło się to w czasie, gdy Grimm założył wydawnictwo muzyczne Day By Day Entertainment oraz grupę Monsta Island Czars wraz z MF Doomem.
Na początku XXI wieku był we współpracy  w MF Doomem przy MF EP w wydawnictwie Brick Records. Wydanie zawierało remiksy, ale również nowy materiały i instrumentalną wersję każdego kawałku.
W 2001 roku MF Grimm nagrał swój debiutancki album The Downfall of Ibliys: A Ghetto Opera w czasie gdy odsiadywał swój wyrok w więzieniu. Cała płyta została nagrana w ciągu dnia i zawierała utwory i udziały od Count Bassa D oraz MF Dooma. Płyta została wydana przez Day By Day Entertainment, jednakowo Grimm miał okazję odsłuchać ją dopiero  kilka lat później po odsiedzeniu wyroku. W okresie końca pobytu w więzienia, Day By Day Entertainment wydało album kompilacyjny materiału MF Grimma i MF Dooma zatytułowany Best of MF. Zawiera dotychczasowe utwory obu artystów, jak i wiele niewydanych dotychczas kawałków, które później zostały wydane pod innymi tytułami w różnych projektach.
Obok wypuszczania własnego materiału, Grimm służył jako producent muzyczny albumów takich jak Operation: Doomsday, Black Bastards KMD-a i Escape from Monsta Island! Monsta Island Czars.
Po wyjściu z więzienia Grimm wydał swój drugi album Digital Tears: E-mail from Purgatory w 2004 roku pod pseudonimem z Monsta Island Czars – Superstar Jet Jaguar. Słowa albumu jak i beaty zostały stworzone w więzieniu za pomocą podręcznego automatu perkusyjnego, ukrywanego przed strażnikami. W tym samym roku on i MF Doom wydali trzecią wspólną płytę Special Herbs + Spices Volume 1. Album zawierał freestyling MF Grimma nad rytmami MF Dooma zaczerpniętymi z jego serii albumów instrumentalnych Special Herbs. Po tym wydaniu MF Grimm wydał kompilację materiałów nagranych i wydanych przed The Downfall of Ibliys: opera getta. Uwzględniono singiel hitów podziemnych, a także trudniejszy do znalezienia materiał, a kompilacja została wydana w 2005 roku jako Scars & Memories.
W 2006 roku MF Grimm wydał 60-ścieżkowy, trzypłytowy album American Hunger, pierwszy w historii hip-hopu w wydawnictwie Day By Day Entertainment. Album zawierał także udział członków Monsta Island Czars. Każda z trzech płyt miała być oddzielnym „posiłkiem” – „Breakfast” (ang. śniadanie), „Lunch” i „The Last Supper” (ang. ostatnia wieczerza). Na albumie znajduje się utwór „The Book of Daniel”, dissowy utwór nagrany w odpowiedzi na dyskursy MF Dooma przeciwko Monsta Island Czars.
Grimm stworzył autobiograficzny komiks ilustrowany przez Ronalda Wimberly’ego, Sentences: The Life of MF Grimm, wydany przez Vertigo we wrześniu 2007 roku. Dwa miesiące później, MF Grimm pojawił się w National Public Radio, gdzie opowiadał o swych planach na przyszłość. W tym samym roku MF Grimm wydał album The Hunt for the Gingerbread Man  wraz z The Order of the Baker Mixtape.
W 2008 roku Grimm, pod swym prawdziwym imieniem, dostał dwie nominacje do Nagrody Eisnera za najlepszy scenariusz oparty na faktach i najlepsze liternictwo. Otrzymał dwie nagrody Glyph Awards za najlepszą okładkę i historię roku.
W 2009 roku Grimm wydał krótki mixtape dla strony internetowej Day By Day Entertainment pt. Story: Substance, Style, Structure and the Principles of Hip Hop.
W 2010 roku Grimm wydał siódmy album You Only Live Twice: The Audio Graphic Novel wydawany z 13-stronicowym komiksem Jima Mahfooda.
W 2012 roku nawiązał współpracę z niezależnym producentem Drasarem Monumentalem i wytwórnią Vendetta Vinyl. Pierwszą pracą duetu był mixtape zatytułowany Preemptive Strike, a następnie Good Morning Vietnam. Duet kontynuował swój sukces, wydając pełnometrażową kontynuację Good Morning Vietnam 2: The Golden Triangle w listopadzie 2013 roku. W tym wydaniu rozwinięto koncepcję Wietnamu i wprowadzono również heroinę jako motyw przewodni. 25 listopada 2014 roku duet wydał trzecią i ostatnią iterację serii, Good Morning Vietnam 3: The Phoenix Program.
4 lutego 2015 roku MF Grimm ogłosił wydanie kompilacji swoich piosenek miłosnych do wydania 14 lutego 2015 roku, zatytułowanej MF Love Songs. Wydanie miało obejmować materiał z całej jego kariery.

## Pseudonimy
MF Grimm przez lata używał różnorakich pseudonimów. Jako nastolatek posługiwał się pseudonimem Build and Destroy, zaś pod koniec lata 80. zmienił na The Grimm Reaper podczas okresu w Kalifornii, po tym jak wielokrotnie ma „szalony przepływ” (ang. mad flow). Jako członek Monsta Island Czars, używał pseudonimu Jet Jaguar i Superstar Jet Jaguar od gigantycznego robota z filmu Godzilla kontra Megalon (1973). Po wyjściu z więzienia używał pseudonimu GM Grimm, będącego skrótem od Grandmaster Grimm. Od 2004 roku Grimm używa głównie MF Grimm, mimo że czasami określa się jako GM Grimm lub Jet Jaguar.

## Życie prywatne
W 1986 roku Grimm przeżył próbę zabójstwa, gdy został trzykrotnie postrzelony. W 1994 roku przeżył kolejną próbę zabójstwa ze strony konkurujących dealerów narkotykowych, jednak to poskutkowało ogłuchnięciem, ślepotą i paraliżem do pasa w dół. Przyrodni brat i ówczesny menedżer MF Grimma, Jansen Smalls zginął w ataku. Wskutek próby zabójstwa wytwórnie zainteresowane Grimmem zerwały z nim kontakt. Grimm odzyskał w pełni zdolność mowy, słuch i wzrok, jednak wskutek paraliżu porusza się na wózku inwalidzkim.
Jednakowo, wysokie rachunki za jego hospitalizację zmusiły Grimma do powrotu handlu narkotykami. Ten styl życia w końcu odbił się na nim, kiedy jego organizacja została zdjęta przez policję.
W wyniku działalności narkotykowej Grimm został skazany na dożywocie na podstawie Rockefeller Drug Laws w 2000 roku. Przed rozpoczęciem wyroku, Grimm zaczął nagrywać swój debiutankci album, The Downfall of Ibliys: A Ghetto Opera. W 2003 roku, karę dożywocia została zmieniona i niedługo został wypuszczony z więzienia.

### Relacja z MF Doomem
MF Grimm i MF Doom stali się przyjaciółmi we wczesnych latach 90., z powodu wspólnych zainteresowań hip-hopem i komiksami. Po tragicznej śmierci brata Dooma w 1993 roku, DJ Subroca i paraliżu Grimma, przyjaźń obu zacieśniła się, zamieszkali razem i pomagali sobie nawzajem. Chociaż Grimm utrzymywał obecność w hip hopie, Doom pojawił się dopiero pod koniec lat 90. Grimm, jako producent wykonawczy, sfinansował Operation: Doomsday, a także dostarczył próbki, które pojawiły się na albumie. Grimm sfinansował także wydanie drugiego albumu grupy KMD Black Bastards, po raz kolejny służąc jako producent wykonawczy.
W 2000 roku Doom i Grimm wydali wspólną kompilację MF EP, w której obaj artyści dzielili materiał płyty, w tym wersje instrumentalne. Po zwolnieniu Grimma z więzienia w 2003 roku Day By Day Entertainment wydało kompilację materiałów MF Grimma i MF Dooma jako Best of MF. W 2004 roku duet wydał wspólny album Grimma rapujący nad rytmami Special Herbs Dooma o nazwie Special Herbs + Spices Volume 1.

## Dyskografia

### Albumy solowe
- 2002: The Downfall of Ibliys: A Ghetto Opera
- 2004: Digital Tears: E-Mail From Purgatory (jako Superstar Jet Jaguar)
- 2005: Scars & Memories
- 2006: American Hunger
- 2007: The Hunt for the Gingerbread Man
- 2010: You Only Live Twice: The Audio Graphic Novel
- 2017: American Hunger: Rebirth
- 2019: American Hunger Rebirth, Vol. 2: Trials, Tribulations, Humiliation and Elevation

### Albumy kompilacyjne
- 2003: Best of MF (wraz MF Doomem)
- 2015: MF Love Songs

### Albumy grupowe
- 2000: MF EP (wraz MF Doomem)
- 2004: Special Herbs + Spices Volume 1 (wraz MF Doomem)
- 2012: Good Morning Vietnam (wraz Drasarem Monumentalem)
- 2013: Good Morning Vietnam 2: The Golden Triangle (wraz Drasarem Monumentalem)
- 2014: Good Morning Vietnam 3: The Phoenix Program (wraz Drasarem Monumentalem)